# Born (Meklemburgia-Pomorze Przednie)
Born, Born a. Darß – gmina w Niemczech, wchodząca w skład urzędu Darß/Fischland w powiecie Vorpommern-Rügen, w kraju związkowym Meklemburgia-Pomorze Przednie.

## Toponimia
Nazwa pochodzenia słowiańskiego, od słowa borina, oznaczającego las sosnowy.